# Openbaar Psychiatrisch Zorgcentrum Geel
Het Openbaar Psychiatrisch Zorgcentrum (OPZ) Geel is een psychiatrisch ziekenhuis in de Belgisch stad Geel.
De Infirmerie van de Rijkskolonie voor Gezinsverpleging werd in 1861 als instelling voor de geesteszieken gebouwd in de straat "Pas" ten zuiden van Geel naar plannen van de Gentse hoogleraar en architect Adolphe Pauli. Oorspronkelijk diende dit als een tijdelijke verblijfplaats voor de zieken voor deze bij gezinnen werden geplaatst in de typische gezinsverpleging van Geel. Ze was een onderdeel van de psychiatrische zorg die in Geel al sinds 1838 gemeentelijk, en sinds 1850 met steun van de Belgische Staat werd georganiseerd.
Pauli bouwde het gebouw in lijn met de morele opvattingen die toen gangbaar waren over de verzorging van geesteszieken, veelal conform de richtlijnen van dokter Jozef Guislain. Het gebouw is symmetrisch gebouwd met veel binnenplaatsen en tuinen. Hij streefde naar het bouwen van een rustige omgeving voor de patiënten. Geel werd opgedeeld in verschillende secties, met aan het hoofd van elke sectie een dokter. Samen met de wachters hield de dokter een oogje in het zeil. Ze zorgden voor vervoer van zieke patiënten en de opsporing van ontsnapte patiënten. De patiënten die bij kostgevers verbleven konden medische en therapeutische begeleiding krijgen vanuit de instelling.
De instelling groeide en werd begin jaren 80 van de 20e eeuw omgevormd tot Sanokliniek ter ere van de voormalige hoofdarts dr. Sano, nog steeds in samenwerking met de Gezinsverpleging. In 2002 kwam er kinder- en jeugdverpleging bij en in 2007 werd de instelling omgevormd tot het huidige OPZ en betrekt het nu naast de oude gebouwen aan het Pas een verzorgingscampus gelegen aan de zuidelijke zijde van de Dr.-Sanodreef, ten zuiden van stadscentrum en de oude infirmerie aan de Pas en omgord door de Westelijke Ring rond de stad.
Het OPZ heeft 316 bedden op de campus, naast de 431 plaatsen in familieverpleging.